# Haiti az 1988. évi nyári olimpiai játékokon
Haiti a dél-koreai Szöulban megrendezett 1988. évi nyári olimpiai játékok egyik részt vevő nemzete volt. Az országot az olimpián 2 sportágban 4 sportoló képviselte, akik érmet nem szereztek.

## Atlétika
Férfi
| Versenyző         | Versenyszám | Előfutam | Előfutam | Előfutam | Negyeddöntő | Negyeddöntő | Negyeddöntő | Elődöntő | Elődöntő | Elődöntő | Döntő   | Döntő    |
| Versenyző         | Versenyszám | Idő      | Hely.    | Össz.    | Idő         | Hely.       | Össz.       | Idő      | Hely.    | Össz.    | Idő     | Helyezés |
| ----------------- | ----------- | -------- | -------- | -------- | ----------- | ----------- | ----------- | -------- | -------- | -------- | ------- | -------- |
| Claude Roumain    | 100 m       | 11,22    | 7.       | 93.      | kiesett     | kiesett     | kiesett     | kiesett  | kiesett  | kiesett  | kiesett | kiesett  |
| Claude Roumain    | 200 m       | 22,60    | 6.       | 66.      | kiesett     | kiesett     | kiesett     | kiesett  | kiesett  | kiesett  | kiesett | kiesett  |
| Dieudonné Lamothe | Maraton     |          |          |          |             |             |             |          |          |          | 2:16:15 | 20.      |

Női
| Versenyző           | Versenyszám | Selejtező | Selejtező | Döntő    | Döntő    |
| Versenyző           | Versenyszám | Eredmény  | Helyezés  | Eredmény | Helyezés |
| ------------------- | ----------- | --------- | --------- | -------- | -------- |
| Deborah Saint Phard | Súlylökés   | 16,02 m   | 19.       | kiesett  | kiesett  |

## Tenisz
Férfi
| Versenyző     | Versenyszám | 64-es főtábla                                        | 32-es főtábla     | Nyolcaddöntő      | Negyeddöntő       | Elődöntő          | Bronz- mérkőzés   | Döntő             | Helyezés |
| Versenyző     | Versenyszám | Ellenfél Eredmény                                    | Ellenfél Eredmény | Ellenfél Eredmény | Ellenfél Eredmény | Ellenfél Eredmény | Ellenfél Eredmény | Ellenfél Eredmény | Helyezés |
| ------------- | ----------- | ---------------------------------------------------- | ----------------- | ----------------- | ----------------- | ----------------- | ----------------- | ----------------- | -------- |
| Ronald Agénor | Egyes       | Leonardo Lavalle (MEX) · 6–3, 3–6, 2–6, 1–2, feladta | kiesett           | kiesett           | kiesett           | kiesett           | kiesett           | kiesett           | 33.      |